# Josephine av Lothringen
Josephine av Lothringen, född 1753, död 1797, var en prinsessa av Savojen, gift 1770 med furst Viktor Amadeus II av Savojen-Carignano. Hon var dotter till prins Ludvig av Brionne, som tillhörde Huset Guise, en sidogren av Huset Lothringen. 
Josephine var en ivrig resenär och intellektuell, som skrev opublicerade romaner och höll salong där man förde diskussioner om social rättvisa, filosofi och religion. Hon lät Pregliasco designa parken kring slottet Racconigi i Racconigi.